# 対面交通
対面交通（たいめん こうつう）とは、道路交通における双方向輸送の一つであり、道路交通上のルールの一つ。車道と歩道の区別が無い道路で、車両は左側、歩行者は右側、のように車両と歩行者が左右に分かれて通行し、道路の片側では車両と歩行者とが対面する（互いに向かい合う）形で通行すること。また、その方式をも指す。車両が右側を通行すると定められている国家・地域では、対面交通の場合、歩行者は左側を通行することになっている（あるいは、定められている）。
車両と歩行者とが相互を認識しながら通行することで安全性が高まるという考えに基づいている。

## 各国の状況
日本とは逆に車両が右側通行である国々では、歩行者は左側通行となっている例が多いが、規定のない国や両側が認められている国もあり、必ずしも全ての国で「対面交通」が法的に定められている訳ではない。
| 国             | 車両の通行側 | 歩車非分離道路における歩行者の通行側 |
| -------------- | ------------ | ------------------------------------ |
| イギリス       | 左側         | 規定なし（右側を奨励）               |
| インド         | 左側         | 右側                                 |
| 香港           | 左側         | 規定なし（右側を奨励）               |
| オーストラリア | 左側         | 道路際（両側）                       |
| 日本           | 左側         | 右側                                 |
| フランス       | 右側         | 左側                                 |
| スペイン       | 右側         | 道路際（両側）                       |
| ドイツ         | 右側         | 左側                                 |
| スイス         | 右側         | 左側                                 |
| アメリカ       | 右側         | 規定なし（左側を奨励）               |
| カナダ         | 右側         | 左側                                 |
| 中国           | 右側         | 道路際（両側）                       |

## 沿革

### 日本

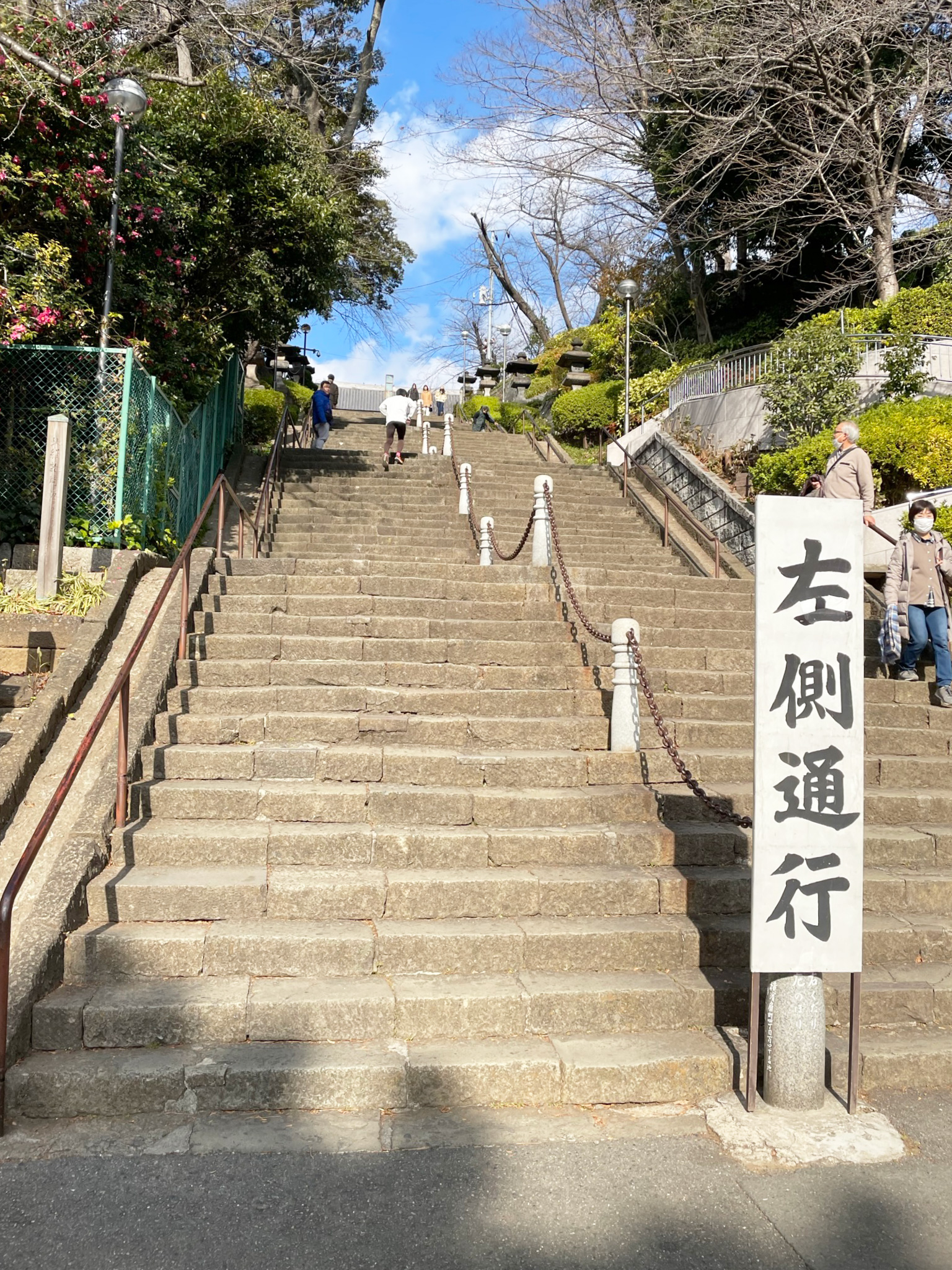
車両が走らない場所では、歩行者も左側通行が多い。

1900年（明治33年）6月21日、警視庁は道路取締規則を制定し、左側通行を初採用した。日本では、車両と歩行者が同じく左側通行であったが、終戦直後死亡事故が頻発したことから、道路交通取締法改正施行により1949年（昭和24年）11月1日に車両左側・歩行者右側通行の対面交通が採用された。その際、歩行者の通行区分を右側通行（歩道・路側帯と車道の区別のない道路に限る）に変更したが、鉄道駅構内は現在も左側通行が採用されている所が多い。また、盲導犬は道路の左側を歩くよう訓練されており、道交法でも左側通行が認められている。

### 韓国
大韓帝国時代の1905年に「大韓帝国規定」で右側通行が規定され、日本統治時代の1921年（大正10年）に内地に合わせて左側通行となった。そして米軍軍政期の1946年に車両が右側通行に変更され、対面交通が始まった。しかし、2009年10月1日に駅、空港等の公共交通施設や公共交通機関内で歩行者も右側通行に変更され、長らく韓国でも続いた対面交通は廃止された。